# José María Amat Amer

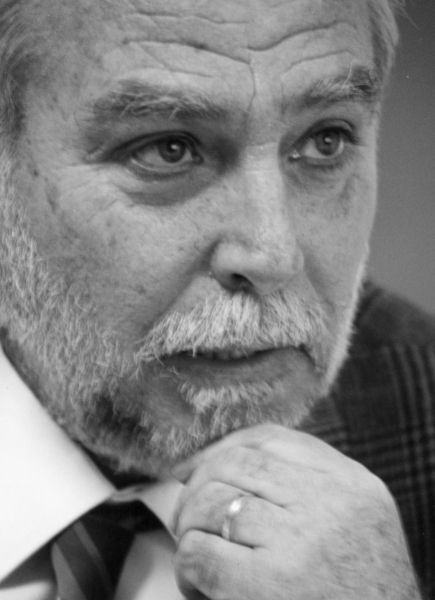
José María Amat Amer

José María Amat Amer, nació en Elda (Alicante) España, el 9 de octubre de 1941, fue el fundador del Museo del calzado de Elda y candidato independiente por el Partido Popular a la alcaldía de Elda en 1999.

## Biografía
Amat fue director del museo desde su fundación en 1992 hasta finales de 2005; el 4 de febrero de 1999 la Infanta Dña. Elena, inauguró el nuevo edificio en la avenida de Chapí. El 27 de noviembre de 2006 fue nombrado Director Honorífico. El 23 de febrero de 2015, el patronato de la Fundación acordó que el Museo del Calzado llevase el nombre de su fundador, pasando a denominarse " Museo del Calzado José María Amat Amer". Es, junto a María Teresa Rostoll Sellés, director y fundador del museo virtual El Museo del Bolso
 Además, José María fue profesor de Tecnología de la Piel y ha escrito diversos libros sobre el calzado, así como artículos de opinión en el Diario Información. y otros diarios, semanarios y revistas especializadas.
Cofundador. en 1966, de la Oficina Técnica de Ingeniería Amat y Maestre.
Pintor autodidacta, ha realizado varias exposiciones individuales y colectivas, obteniendo algunos premios de pintura

## Obras
- 1975: Tecnología del calzado 1ª Edición[8][9]
- 1988: Tecnología del calzado. 2ª Edición.[10]
- 1992: Elda, 1832-1980 Industria del Calzado y Transformación Social, coautor junto a José Ramón Valero Escandell, Alberto Navarro Pastor y Francisco Martínez Navarro.[11]
- 1995: "Confección. Grado Medio"[12]
- 1996: "Calzado y Marroquinería. Grado Medio"[13]
- 1999: Tecnología del Calzado. 3ª Edición[14]
- 1999: Calzado artesano y ortopédico.[15]
- 2002: Un gran esfuerzo colectivo, la F.I.C.I.A.[16]
- 2003: "La Industria del Calzado en la Comunidad Valenciana"[17]
- 2006: Historia de Elda coautor junto a José Ramón Valero Escandell (coordinador de la obra) y otros autores.[18]
- 2007: Dos siglos de Industrialización en la Comunidad Valenciana. Calzado. La Industria del Calzado en la Comunidad Valenciana. La Piel y principales materias primas..[19]
- 2007: Valle de Elda 1956 - 2006. 50 años de la industria del calzado en Elda. El milagro económico. Coautor en la edición especial de Valle de Elda conmemorando el cincuenta aniversario de su fundación.[20]
- 2015: "Museo del Calzado. Orígenes y consolidación (1986-2005)" Edita Fundación Museo del Calzado. Año 2015[21]
- 2016: Textos del libro "Zapatos" editado por la Fundación Ágatha Ruiz de la Prada. Año 2016[22][23]
- 2016: "Industria del Calzado Eldense: Tres momentos clave" Edita Fundación Museo del Calzado. Año 2016[24]
- 2018: "Ficia. De la gloria a la decepción". Coautor de la revista Canelobre n.º 68: "El calzado en la provincia de Alicante" pp 66-81, editada por el Instituto de Cultura Juan Gil-Albert. Año 2018[25][26]
- 2020: "La apasionante Historia del Calzado". Año 2020[27]
- 2022: - "Museo del Calzado. José María Amat Amer". Editado por la Fundación Museo del Calzado. 2022[28]
- 2023: "El venerable masón. Aurelio Blasco Grajales". Novela histórica editada por Ediciones Matrioska. Junio de 2023[29]
- 2023: "Tecnología del Calzado. El Zapato: Tecnología, Arte e Historia". Año 2023 Edita Museo del Calzado. Nuevo libro actualizando los avances tecnológicos en la industria del calzado.[30]
- 2025: "Calzado a medida, ortopedia, arte y ciencia". Año 2025. Editado por Editorial Club Universitario. Nuevo libro actualizado de calzado artesano y ortopédico.[31]

## Iniciativas
- Impulsor del polígono industrial Campo Alto de Elda, declarado de Preferente Localización Industrial[32]
- Impulsor del "Plan de Investigación y Creación de Tecnología de Bajo Costo para la Industria del Calzado". 1988[33]
- Ideólogo y cofundador de la comparsa del bando moro, "Las Huestes del Cadí", en la fiestas de Moros y Cristianos de Elda[34][35]
- Impulsor del monumento al "zapatero de silla", esculpido en piedra por Alejandro Pérez Verdú e inaugurado el la plaza del zapatero de Elda el 13 de marzo de 1998.[36]
- Impulsor del monumento a "La Familia Zapatera", obra del escultor José Francisco Maestre Pérez, situado en los jardines del Museo del Calzado e inaugurado el 20 de diciembre de 2005.[37]
- Impulsor de un fondo editorial y de los premios TEA a la cultura y al deporte en la sociedad cultural y deportiva "Club de Campo"[38][39]

## Otras actividades
- Director Técnico de la colección de Planeta D´Agostini, "Zapatos de Colección".[40]
- Director Técnico de la colección de FG Ediciones "Zapatos Joya de Colección"[41]
- Experto docente, en el año 1993, en la elaboración de los programas de los Ciclos Formativos de Formación Profesional en la Rama Piel.
- Director de la Escuela de Mandos Intermedios de ADEMI en los años 1971 a 1976.
- Vicepresidente de la Fundación CAM (Caja de Ahorros del Mediterráneo) en los años 1992 y 1993.
- Creador y coordinador de los cursos superiores de Técnicos en Calzado y Marroquinería impartidos en Fundeun (Universidad de Alicante) en los años 1996 a 2001.[42]
- Presidente de la Sociedad Cultural y Deportiva "Club de Campo" en los años 1985 a 1987.
- Creador y Director Técnico del Museo del Bolso en España[43]

## Escritos y trabajos de investigación
Relacionados con el calzado y su industria
Valle de Elda, semanario de información local, publicó desde enero a diciembre de 2010, 31 trabajos bajo el título "La Industria del Calzado y sus Ferias en el recuerdo" y desde febrero de 2011 a abril de 2013, 38 trabajos bajo el título "Memoria de nuestras fábricas".
Colaborador de suite101 con trabajos de investigación
Relacionados con la enseñanza
Relacionados con el Museo del Calzado.
Otros escritos publicados
Entrevistas publicadas
Valle de Elda, semanario de información local, inició la publicación en febrero de 2015 de un periódico digital en el que se insertan blogs sobre diferentes temas. El blog que lleva por título "Calzado", en el que se incluyen trabajos de análisis e investigación sobre el sector zapatero está a cargo de José María Amat Amer.

## Otras propuestas
Con la finalidad de reactivar la economía de la zona del Medio Vinalopó, realizó algunas propuestas que podrían beneficiar a la consolidación de la industria zapatera de calidad, a la promoción del calzado fabricado en la zona del Medio y Alto Vinalopó y consecuentemente el mantenimiento del empleo y la entrada de nuevos emprendedores:
- Feria o exposición de zapatos de alta gama. Con el fin de mostrar, desde el origen, los zapatos fabricados en la zona y sus cualidades de diseño y calidad.[137]

- Marca y Denominación de Origen, "Zapatos de Elda-Elda's shoes como marca, y recabando la Denominación de Origen para el calzado del Medio Vinalopó cuando la normativa comunitaria lo permita.[138]
- Cátedra del Calzado del Medio Vinalopó, para establecer un convenio entre la Universidad de Alicante y las empresas más sobresalientes de la comarca, con el fin de potenciar actuaciones conjuntas tendentes al estudio y profundización de la "cultura del zapato".[139]
- Bulevar de la Mejor Calzada de España, una avenida que, transformada en bulevar, debía convertirse en un permanente homenaje a las mujeres que recibieron el premio a las Mejores Calzadas, desde la implantación del concurso en el año 1999, exhibiendo unas placas que recordasen a cada una de las premiadas, desde el año 2000 hasta nuestros días Con ello, podría convertirse en un recurso más de turismo y motivo de prestigio al zapato de calidad que se fabrica en la ciudad[140]

## Distinciones
- "Magister" y "Doctor Honoris Causa" por el Consejo Iberoamericano de Excelencia Educativa, en el que están integradas ocho universidades Hispanoamericanas.
- "Mestre Sabater" de la Cofradía de San Marcos Evangelista de antiguos zapateros de Barcelona.[141]
- Insignia de Oro de la Caja de Ahorros Provincial de Alicante.
- Premio "Importantes de Información", Diario Información febrero de 2000
- Medalla de Oro de la Comparsa Mora "Huestes del Cadí", 1989
- Colegiado de Honor del Colegio Oficial de Ingenieros Técnicos de Alicante.
- Insignia "Zapato de Oro" de la ciudad de Arnedo.
- Insignia de Oro de la Asociación "Veteranos de San Crispín".
- Socio de Honor de la Asociación de "Amigos de San Antón".
- Medalla de Oro de la Fundación Museo del Calzado.
- Premio "Casino Eldense 2010" en reconocimiento a la aportación a la cultura.
- Director honorífico del Museo del Calzado.[142]
- Premio "Fedeltà al Lavoro 2016". Consorzio Nazionale Santi Crispino e Crispiniano. Vigevano (Italia)[143]
- El 16 de junio de 2017, homenaje de reconocimiento por la creación del Museo del Calzado y del galardón "Premio a la mujer mejor calzada de España"[144][145]
- Reconocimiento a la trayectoria profesional por el Círculo de Empresarios del Medio Vinalopó, octubre de 2017[146]
- Reconocimiento de la Comunidad Educativa del IES LA MELVA, en el cincuentenario de su fundación, "por su dedicación y profesionalidad". 17 de noviembre de 2018[147]
- Premio Casino Eldense a la "Empresa 2019"[148]